# 許理和
許理和（荷蘭語：Erik Zürcher，1928年9月13日—2008年2月7日）是荷蘭的著名漢學家。主要的研究貢獻在於中國地區的佛教發展史。另外，近年來神學研究者亦開始注意到許理和於天主教在中国的本地化運動(又稱為「儒家一神教」)的研究貢獻。

## 生平
1928年出生，荷兰莱顿大学教授。1959年以《佛教征服中国》获得博士学位，该书于当年出版后久享盛誉。1962年任莱顿大学东亚史教授，1969年创设莱顿大学汉学院现代中国资料中心，1974-1990年任该校汉学院院长，期间还兼任该校中文系主任、《通报》主编。（摘自江苏人民出版社2005版《佛教征服中国》）

## 主要著作
初版是否以英文發表不詳，下列只標示出版年代：
- 與Nicolas Standaert、Adrianus Dudink合著《耶穌會在中國的紀略:ca. 1580 - ca.1680》，1991年荷蘭林登大學出版。
- 《遭遇之初：十七世紀中國對於創造論的回應》，1995年紐約版。
- 《中國的國情文化的時與空》，1995年紐約版。
- 《佛教征服中國》(此書許理和為華語界最熟悉的一本書) ，1998年江蘇人民出版社譯出。
- 《儒教的一次補充：中華帝國之下的基督教正統學說》（英文書名為a Complement to Confucianism : Christianity and Orthodoxy in Late Imperial China），1993年紐約版。